# الطبقة العليا (مسلسل كوري)
الطبقة العليا (هانغل: 하이 클래스)؛ هو مسلسل تلفزيوني كوري جنوبي لعام 2021. المسلسل يصور الأكاذيب والسر والغموض والتشويق والنفاق المختبئة وراء الحياة المثالية لأفضل 0.1٪ من النساء في كوريا الجنوبية، عرض على تي في إن ابتداءً من 6 سبتمبر 2021 ، بث كل يوم الإثنين والثلاثاء الساعة 19:00 (KST). المسلسل متاح أيضًا على منصة IQIYI للبث في مواقع محددة.

## القصة
تدور أحداث القصة حول الأكاذيب والنفاق والأسرار المختبئة وراء الحياة المثالية للنساء اللائي يعشن في أعلى طبقة 0.1 في المائة في المجتمع.

## طاقم

### رئيسي
- تشو ايو جيونغ في دور سونغ ايو يول.

محامية سابقة، التي تفقد كل شي بعد انتهامها بقتل زوجها.
- كيم جي سو بدور نام جي سيون.

تتحكم في الرأي العام في مدرسة دولية مرموقة.
- ها جون بدور داني

لاعب هوكي الجليدي يحول إلى مدرس في مدرسة
- بارك سي جين بدور هوانغ نا يون ، أم عزباء.[13]

هي صديقة «سونغ ايو وول» الوحيدة ، تعود هوانج نا يون من هونج كونج مع ابنة بدون زوج.
- جونج هيون جو بدور تشا دو يونغ ، ممثلة بارزة سابقة.[14]

## المشاهدات
| الموسم | الموسم | رقم الحلقة | رقم الحلقة | رقم الحلقة | رقم الحلقة | رقم الحلقة | رقم الحلقة | رقم الحلقة | رقم الحلقة | رقم الحلقة | رقم الحلقة | رقم الحلقة | رقم الحلقة | رقم الحلقة | رقم الحلقة | رقم الحلقة | رقم الحلقة | المتوسط |
| الموسم | الموسم | 1          | 2          | 3          | 4          | 5          | 6          | 7          | 8          | 9          | 10         | 11         | 12         | 13         | 14         | 15         | 16         | المتوسط |
| ------ | ------ | ---------- | ---------- | ---------- | ---------- | ---------- | ---------- | ---------- | ---------- | ---------- | ---------- | ---------- | ---------- | ---------- | ---------- | ---------- | ---------- | ------- |
|        | 1      | 718        | 757        | 748        | 932        | 650        | 869        | 903        | 892        | 1001       | 1034       | 1035       | 851        | 1025       | 1012       | 1075       | 1155       | 916     |

وفقًا لمخطط نيلسن كوريا، قد حقق المسلسل نسب مشاهدات جيدة جداً، كما وصلت الحلقة الأخيرة نسبة 5.700% بحوالي 1.1 مليون مشاهدة.
| الحلقة | تاريخ البث     | تقييمات (AGB Nielsen) | تقييمات (AGB Nielsen) |
| الحلقة | تاريخ البث     | على الصعيد الوطني     | سيئول                 |
| ------ | -------------- | --------------------- | --------------------- |
| 1      | 6 سبتمبر 2021  | 3.221%                | 3.445%                |
| 2      | 7 سبتمبر 2021  | 3.379%                | 3.437%                |
| 3      | 13 سبتمبر 1202 | 3.342%                | 3.286%                |
| 4      | 15 سبتمبر 2021 | 3.986%                | 4.295%                |
| 5      | 20 سبتمبر 2021 | 2.953%                | 3.195%                |
| 6      | 21 سبتمبر 2021 | 3.856%                | 4.171%                |
| 7      | 27 سبتمبر 2021 | 4.193%                | 4.604%                |
| 8      | 28 سبتمبر 2021 | 4.489%                | 4.983%                |
| 9      | 4 أكتوبر 2021  | 4.376%                | 4.283%                |
| 10     | 5 أكتوبر 2021  | 4.924%                | 4.924%                |
| 11     | 11 أكتوبر 2021 | 4.832%                | 5.192%                |
| 12     | 18 أكتوبر 2021 | 4.254%                | 4.732%                |
| 13     | 19 أكتوبر 2021 | 4.922%                | 4.693%                |
| 14     | 25 أكتوبر 2021 | 4.792%                | 4.911%                |
| 15     | 26 أكتوبر 2021 | 5.079%                | 4.824%                |
| 16     | 1 نوفمبر 2021  | 5.700%                | 5.781%                |
| المعدل | المعدل         | 4.269%                | 4.418%                |

## الإنتاج

### صناعة
- تخطيط : كيم يونغ كيو (S.D).[19]
- فريق العمل : برودكشنز إتش & إتش ورلد بيكتشرز، فرق عمل تابعة لقسم JTBC Studios.[3]

### طاقم
في 11 مارس 2021 ، أكدت قناة تي في إن أن كل من تشو يو جيونغ وكيم جي سو وها جون وبارك سي جين وكونغ هيون جو أكدو تمثيلهم في المسلسل. في وقت لاحق من شهر مارس ، انضم كل من كيم يونغ جاي ولي جا اون ولي تشاي مين وكيم جي يو إلى فريق التمثيل. في 28 يوليو ، تم الكشف عن موقع قراءة السيناريو.

### تصوير
في 9 يونيو 2021 ، نشرت جونج هيون جو صورًا من تصوير الدراما.

## روابط خارجية
- على الموقع الرسمي (بالكورية).
- الطبقة العليا  في قاعدة بيانات الأفلام على الإنترنت (بالإنجليزية)
- الطبقة العليا على هانسينما (بالإنجليزية).